# Christophe (piosenkarz)
Christophe (ur. jako Daniel Bevilacqua 13 października 1945 w Juvisy-sur-Orge, zm. 16 kwietnia 2020 w Breście) – francuski piosenkarz i kompozytor, wywodzący się z rodziny włoskich imigrantów. Był popularny głównie w latach 60. Znany przede wszystkim z przeboju „Aline” (1965). Kawaler Legii Honorowej (2014) oraz Komandor Orderu Sztuki i Literatury (2011).

## Życiorys i kariera artystyczna

### Dzieciństwo i młodość
Daniel Bevilacqua urodził się 13 października 1945 roku w Juvisy-sur-Orge, na przedmieściach Paryża. Był synem włoskiego imigranta, przedsiębiorcy budowlanego. Nie przepadał za obowiązkiem szkolnym. W wieku 16 lat zdążył już zmienić kilkanaście szkół. Jego życiową pasją była muzyka. Mając 8 lat zainteresował się piosenką francuską i takimi jej przedstawicielami jak Édith Piaf i Gilbert Bécaud. Jako nastolatek odkrył bluesa i od tej chwili jego idolami stali się Robert Johnson i John Lee Hooker. Zagorzałym fanem bluesa pozostał przez całe życie. Pod koniec lat 50. zainteresował się, podobnie jak wielu jego rówieśników, rock and rollem i jego reprezentantami: Billem Haleyem, Little Richardem i Elvisem Presleyem. Wtedy zaczął marzyć o własnej karierze muzycznej poświęcając cały wolny nauce gry na gitarze i harmonijce ustnej. Był również pasjonatem samochodów sportowych. Jego babcia znając to zamiłowanie, podarowała mu medalion z wizerunkiem Świętego Krzysztofa, patrona podróżników i kierowców. Pod tym pseudonimem młody Daniel grał później bluesa w klubach Dzielnicy Łacińskiej.

### Lata 60.
W 1961 roku założył swój pierwszy zespół, Danny Baby et Les Hooligans obejmując rolę wokalisty i gitarzysty. Zespół występował często w lokalnych barach i klubach, grając covery piosenek Gene’a Vincenta oraz klasyczne przeboje rock and rolla, takie jak „Heartbreak Hotel”. W 1963 roku artysta zadebiutował samodzielnie jako Daniel Bevilacqua wydając w wytwórni Golf Drouot czterościeżkową EP-kę „Reviens Sophie”, która jednak przeszła niezauważona. Postanowił wówczas występować pod pseudonimem Christophe. W 1965 roku wydał hit „Aline”, przełomowy w jego karierze. Był to pierwszy w historii piosenki francuskiej przebój, który sprzedał się w kilku milionach egzemplarzy. Po nim nastąpiła seria udanych singli: „Les Marionnettes” (1965), „J'ai Entendu la Mer” (1966) i „Excusez-Moi Monsieur le Professeur” (1966). W 1967 roku Christophe zakończył pierwszy etap swojej kariery.

### Lata 70.
W 1971 roku wspólnie z Francisem Dreyfusem założył wytwórnię płytową Disques Motors. Na scenie muzycznej pojawił się ponownie w 1973 roku. Do tekstów nieznanego wówczas Jean-Michela Jarre’a napisał dwa kultowe albumy: Les Paradis perdus i Les Mots Blues. W listopadzie 1974 dał, owacyjnie przyjęty, koncert w paryskiej Olympii. Wydał kolejne albumy, Samurai, zrealizowany we współpracy z Borisem Bergmanem, Le Beau bizarre, we współpracy z Bobem Decoutem oraz Pas vu, pas pris.

### Lata 80.
Wznowiony w 1980 roku singiel „Aline” znalazł się na szczycie francuskiej listy przebojów sprzedając się w liczbie 3,5 miliona kopii. W 1983 roku singiel Succès fou po raz kolejny znalazł się w czołówce francuskiej listy Top 50. Sprzedanych zostało około 600 tysięcy kopii. W 1984 roku Christophe wydał Clichés d´amour, nowy album zawierający covery standardów z lat 40. i 50. Później nagrał tylko kilka singli, takich jak „Do not hang up” i „Chiqué chiqué”, które były bardzo cenione. Pod koniec lat 80. po raz kolejny zniknął z francuskiej listy przebojów. Przez kilka lat nie wydawał żadnych nagrań.

### Lata 90.
W 1996 roku Christophe udanie powrócił na rynek muzyczny albumem Bevilacqua. Po raz pierwszy w swojej karierze sam napisał wszystkie znajdujące się na nim utwory. Album stał się wyrazem jego zainteresowań syntezatorami i muzyką techno, a także nowymi możliwościami oferowanymi przez komputery. Artysta odszedł od standardowego schematu zwrotka/refren na rzecz eksperymentów, czym zaskoczył zarówno krytyków jak i fanów. Odrzucił swój dawny wizerunek piosenkarza z lat 70., dając się poznać jako muzyk nowoczesny. Ugruntował swoją pozycję czołowej postaci na francuskiej scenie muzycznej.

### Wiek XXI

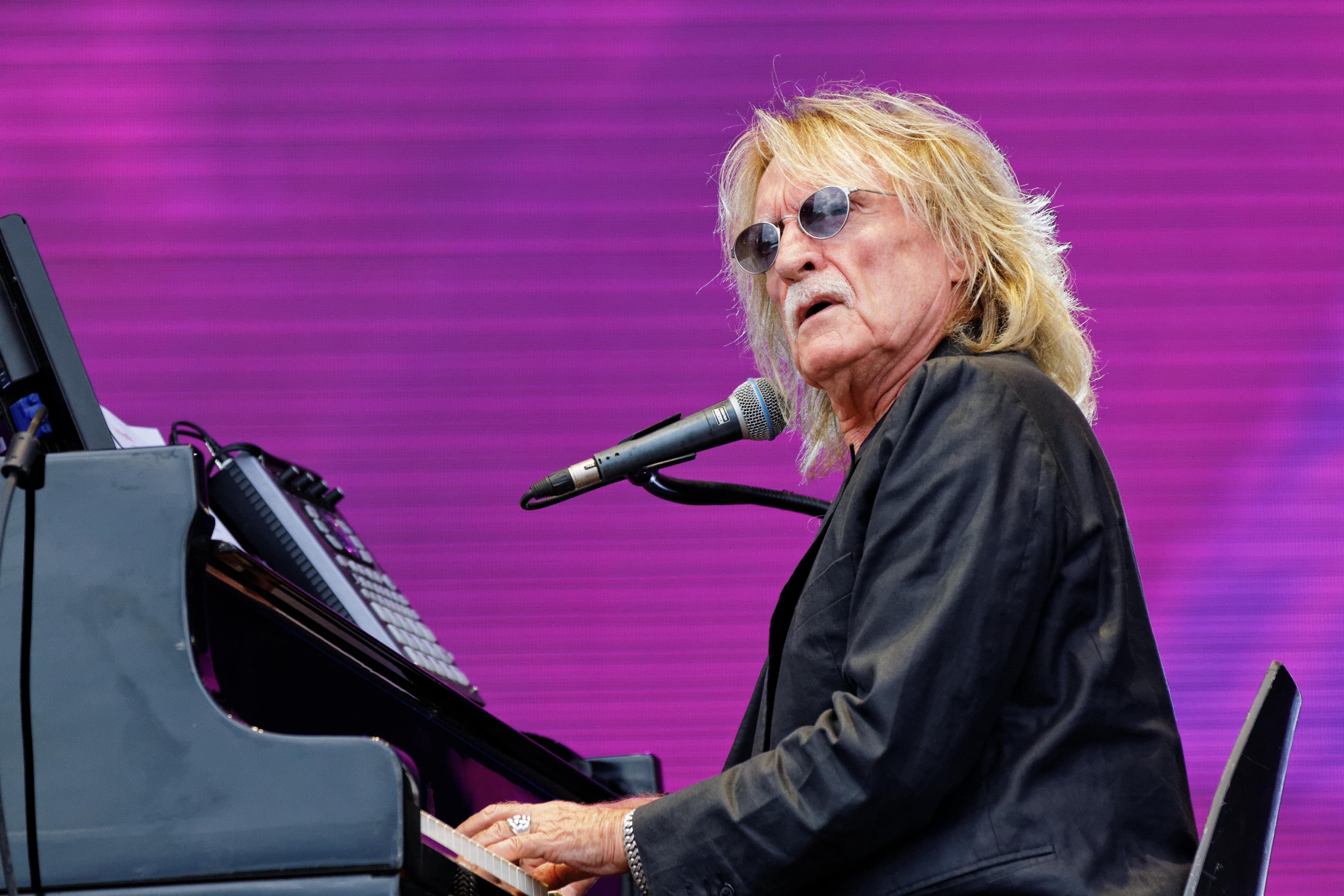
Christophe podczas występu na Festival des Vieilles Charrues (2014)

W marcu 2002 roku dał dwa koncerty na deskach Olympii. W 2006 roku potwierdził swój talent dziewiątym albumem studyjnym, Aimer ce que nous sommes, zrealizowanym z udziałem żeńskiej orkiestry smyczkowej pod dyrekcją Eumira Deodato i trębacza Erika Truffaza.
W 2011 roku zrealizował album z coverami piosenek Alaina Bashunga, zatytułowany Tels Alain Bashung. Również w tym roku został wznowiony jego album Bevilacqua. Trzy lata później wydał retrospektywny album Intime, a później kolejne: Les Vestiges du chaos (2016) i Christophe etc. (2019).

#### Choroba i śmierć
W czwartek 26 marca 2019 roku Christophe został hospitalizowany w Paryżu z powodu niewydolności oddechowej. 16 kwietnia zmarł w wyniku powikłań wywołanych zakażeniem COVID-19.
7 maja 2020 roku został pochowany w ścisłej tajemnicy na cmentarzu Montparnasse.

## Życie prywatne
W latach 1966–1967 był związany z piosenkarką Michèle Torr. Ze związku tego urodził się 17 czerwca 1967 roku syn, Romain. Choć artysta odwiedził Torr w szpitalu położniczym, to później zerwał wszelkie kontakty z nią i z synem. O swoim ojcostwie po raz pierwszy wspomniał dopiero pod koniec listopada 2012 roku, w obszernym wywiadzie dla portalu Brain Magazine.
W 1968 roku poznał Véronique Kan, siostrę piosenkarza Alaina Kana. W 1971 roku poślubił ją i jeszcze w tym samym roku urodziła im się córka, Lucie. Po 28 latach wspólnego życia Christophe i Véronique Bevilacqua rozstali się, ale więzów małżeńskich nie zerwali.

## Zainteresowania pozamuzyczne
Christophe był pasjonatem samochodów (w tym Cadillaca). Kupował modele sportowe, między innymi marki Lamborghini. W 1968 roku wziął nawet udział w wyścigu jako pilot rajdowy.

## Odznaczenia
- W 2004 roku został Wielkim Oficerem[11], a 2011 roku Komandorem Orderu Sztuki i Literatury[12].

- Dekretem z 31 grudnia 2014 roku został mianowany Kawalerem Legii Honorowej[13].